# Weir Group
Weir Group plc è una società di ingegneria con sede a Glasgow in Scozia. Si tratta di una società per azioni quotata sulla borsa di Londra (FTSE 250 Index). Il gruppo Weir opera in oltre 70 Paesi nel mondo e impiega più di 14000 persone nel settore minerario, oil & gas e produzione di potenza.

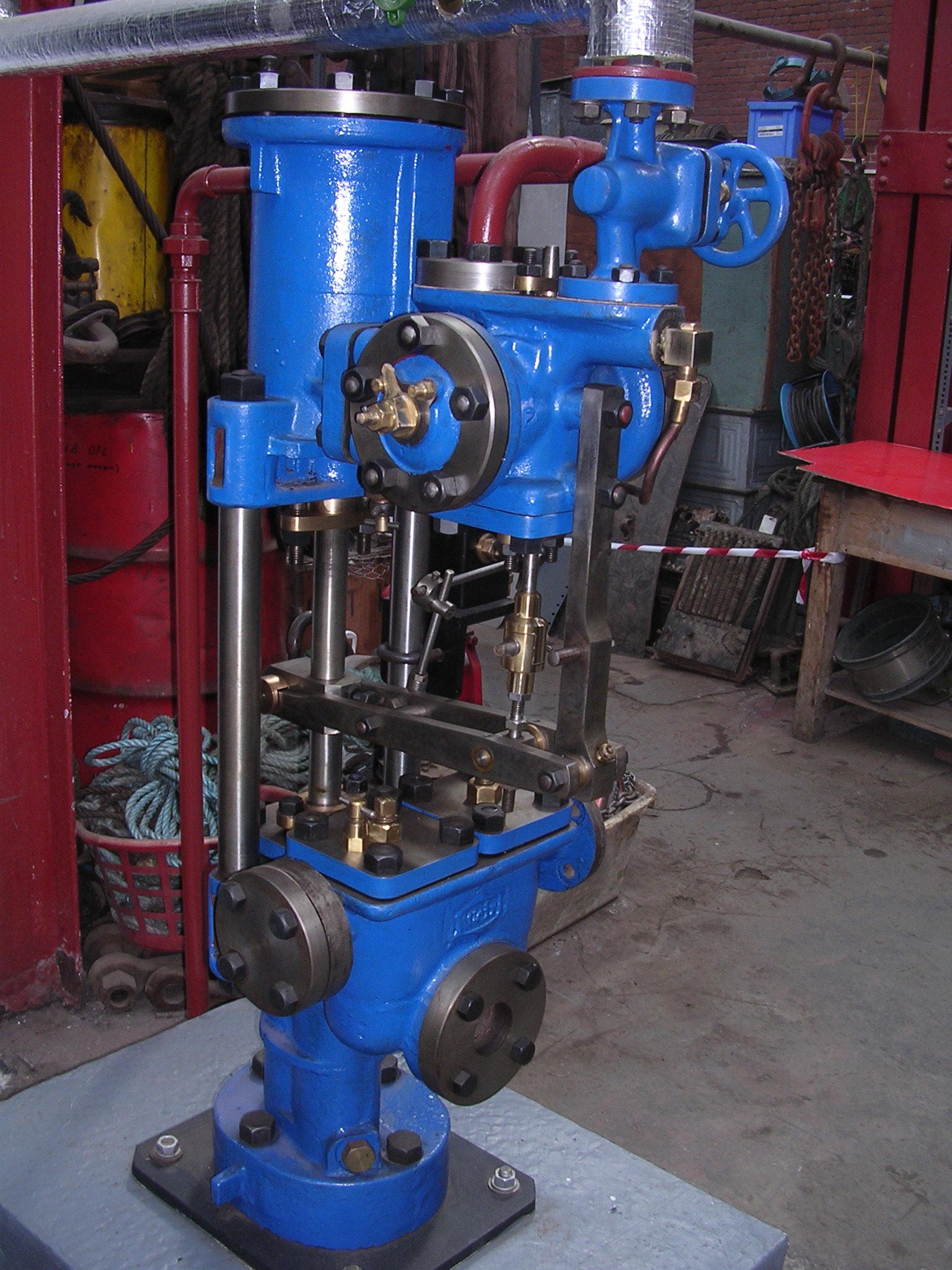
Pompa di alimento dell'acqua per una caldaia industriale (Weir)

Nel 1871 i due fratelli George e James Weir fondarono una società d’ingegneria, la G&J Weir Ltd., raggiungendo in questo modo il pieno boom industriale in corso nell’ovest della Scozia. In effetti, era il culmine dell’epoca vittoriana piena d’innovazioni industriali e i fratelli Weir, avvalendosi del loro patrimonio intellettuale, produssero le proprie invenzioni rivoluzionarie per impianti di pompaggio, soprattutto per il famoso cantiere navale Clyde, e per le navi a vapore ivi costruite.
Anche se tutto il mondo riconosce il gruppo principalmente come costruttore di pompe e valvole (attraverso le società controllate, come l'italiana Weir Gabbioneta), la visione imprenditoriale è sempre stata più ampia; infatti, nel corso della sua lunga storia, Weir ha costruito anche auto e bus, alloggi prefabbricati, oleodotti, impianti di desalinizzazione, armamenti durante le due guerre mondiali (tra cui il bombardiere Royal Aircraft Factory F.E.2.) ed è stato coinvolto nello sviluppo dei primi prototipi di elicotteri. Tutte queste attività sono state avviate pur mantenendo il core business della progettazione e della realizzazione di pompe e valvole, dove la Weir rappresenta uno dei maggiori player a livello internazionale.

## Divisioni
Dal 2008 il gruppo Weir ha riorganizzato le sue unità operative in tre macrosettori focalizzati su mercati in crescita; questa riorganizzazione è stata intrapresa con l’obiettivo di ampliare l’offerta ai clienti e sfruttare ulteriormente l’impronta geografica estesa del gruppo.
Ad oggi, il gruppo opera attraverso le seguenti Divisioni: 
- Weir Minerals: leader nella fornitura di pompe, valvole e attrezzature per l’estrazione, la movimentazione e la trasformazione di minerali; Fornisce anche equipaggiamenti quali hydrociclone per il mercato di nicchia delle sabbie bituminose (dalle quali si estrae un bitume simile al petrolio che può essere convertito in grezzo sintetico o raffinato direttamente in raffineria per ottenere i derivati del petrolio) e desolforazione dei gas;
- Weir Oil and Gas: progetta e produce pompe e attrezzature soprattutto per processi downstream e upstream dell’industria petrolifera. In upstream, focalizzato nell’America settentrionale, l’attività si specializza nella produzione di pompe ad alta/altissima pressione e pompe di servizio per pozzi di trivellazione, insieme a tutte le apparecchiature per il controllo del flusso dei fluidi e il controllo della pressione. In downstream, il business è focalizzato sulla progettazione e la produzione di pompe centrifughe particolarmente utilizzate per la raffinazione; le operazioni sono concentrate nell’America settentrionale, in Europa e nel Medio oriente. Infine, la divisione fornisce anche servizi di assistenza e sostegno post vendita.
- Weir Flow Control: specializzata nella progettazione di sistemi di controllo e soluzioni d’isolamento per la generazione di energia, petrolio e gas e l'industria in generale; anche questa divisione progetta, produce e fornisce assistenza su pompe e attrezzature per i processi dell’industria petrolifera, petrolchimica e del gas. Inoltre, il settore lavora anche su progetti legati al mercato della difesa, e quindi gli armamenti, e applicazioni nucleari.